# Silvio Federico Baridon

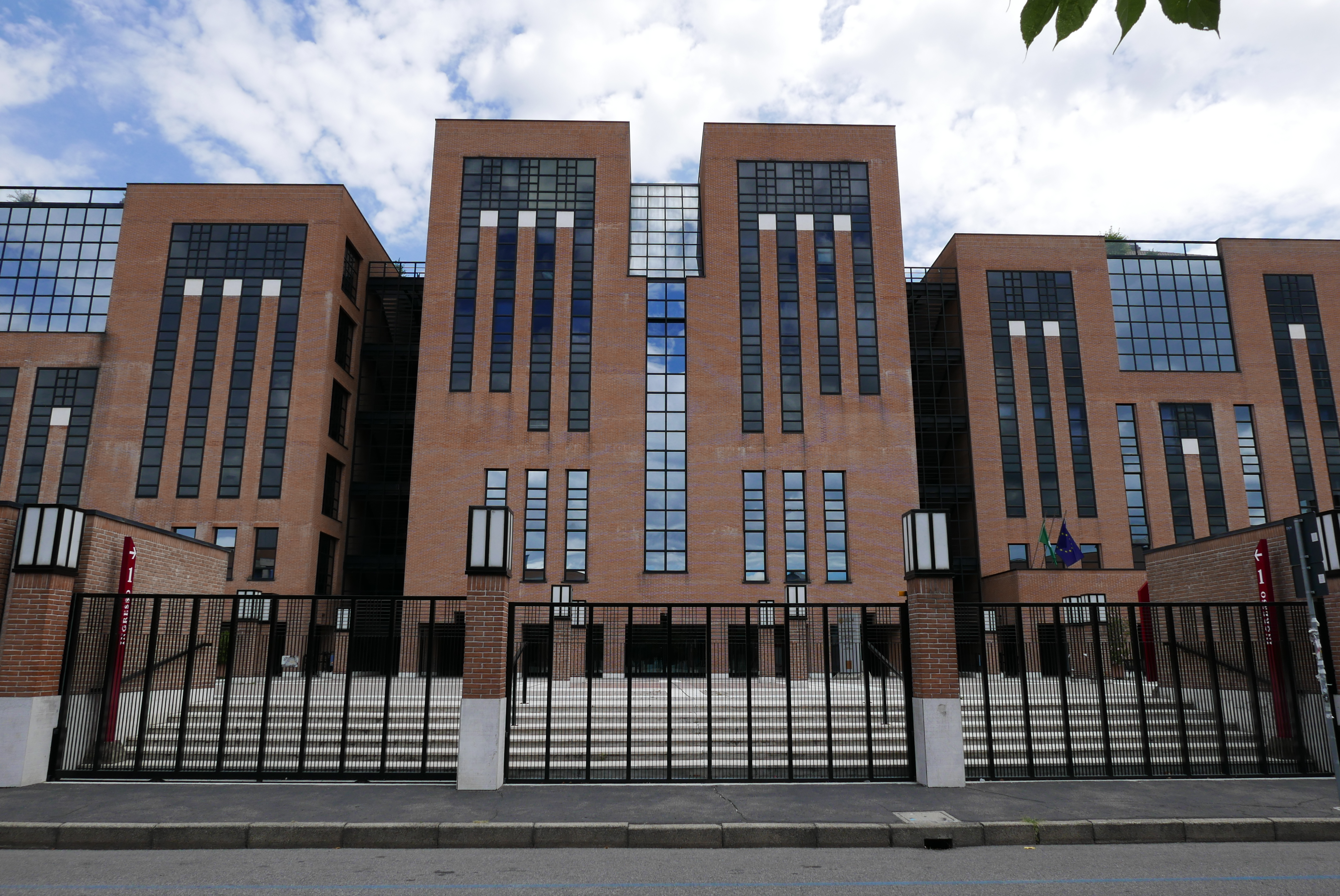
La IULM, Edificio nr.1

Silvio Federico Baridon (Saluzzo, 17 marzo 1918 – Parigi, 21 maggio 1983) è stato un partigiano, francesista e critico letterario italiano, fondatore, nel 1968, della IULM.

## Biografia
Nacque in una famiglia evangelica valdese; suo padre Paolo era preside di liceo.
Dopo la laurea in Lingue e letterature straniere all'Università degli Studi di Torino nel 1939, prestò servizio come sottotenente dell'8º Reggimento alpini sino al 31 agosto 1943, partecipando alle campagne di Jugoslavia e di Francia.
Nel settembre 1943, costituì le prime bande partigiane in val Pellice; fu amico di Emanuele Artom e di Jacopo Lombardini. Si distinse per numerose azioni di guerra, fra cui la battaglia di Rio Cros del febbraio 1944.
Nel luglio 1944 il Partito d'Azione ne dispose il trasferimento nella zona lago di Como per costituire e comandare le Brigate Giustizia e Libertà. La preziosa collaborazione del pastore valdese di Como, Carlo Lupo, che lo accolse nella sua residenza qualificandolo come studente in teologia ed aiuto pastore, gli assicurò la necessaria copertura nel corso del periodo di permanenza in città. La 16ª Divisione Giustizia e Libertà da lui costituita fu organizzata in diverse brigate intitolate ad amici caduti nella lotta partigiana: la Brigata "E. Artom", la Brigata "B. Ricci", la Brigata "B. Poet", la Brigata "A. Giusiano" nonché il gruppo GAP-SAP. La Brigata "E. Artom", volutamente operante a ridosso del confine con la Svizzera e comprendente diversi militari della Guardia di Finanza, si distinguerà per aver operato un "corridoio umanitario" consentendo di porre in salvo oltreconfine diverse famiglie ebree - attività per la quale sarà concessa la "Medaglia dei Giusti fra le Nazioni" dallo Stato di Israele al componente della brigata finanziere Salvatore Corrias . Nel marzo 1945 fu nominato comandante di tutte le formazioni di montagna della provincia di Como.
Il 27 marzo 1945, in seguito a delazione, venne arrestato a Milano in via del Gesù n. 4 dalle brigate nere assieme agli altri vertici del comando militare partigiano della zona di Como lì riuniti: Oreste Gementi (PCI), Giovanni Doddis (DC), Dino Manfredi (PLI), Renato Saverio (PSI UP), Vahan Gudjian; rinchiuso nel braccio politico del carcere di San Vittore venne sottoposto a pesanti interrogatori da parte delle autorità tedesche. Fu poi liberato il 25 aprile 1945 dal CLN.
Nel 1948 vinse la cattedra di Letteratura francese all'Università di Torino, e in seguito la cattedra alla Facoltà di Magistero della Sapienza - Università di Roma.
Nell'autunno 1951, fondò la Scuola superiore per interpreti e traduttori, che diresse fino alla morte; suo compagno di avventura sin dall'inizio fu l'amico Carlo Bo, conosciuto prima della guerra al liceo di Chivasso.
Nel 1956 era già titolare della cattedra di Lingue e letterature straniere (Francese) presso l'Università Bocconi.
Nel 1958 si presentò alle elezioni politiche assieme ad Adriano Olivetti, nelle liste del movimento Comunità.
Nel 1961 sposò Maria del Pilar Olivié.
Fino all'anno 1968 tenne l'incarico di insegnamento di Letteratura francese all'Università Luigi Bocconi di Milano; in seguito alla chiusura della Facoltà di Lingue dell'Università Bocconi, nel 1968 fondò, sempre a Milano, assieme a Carlo Bo, l'Istituto universitario di lingue moderne (IULM) di cui ricoprirà la carica di rettore fino all'anno della scomparsa.

## Pubblicazioni
- Silvio Federico Baridon e Enea H. Balmas, Linee di storia della civiltà francese nel sec. XVI e XVII, Viscontea, Milano, [s.d.].
- Notizia sul carteggio inedito fra Antonio Ranieri e Marc-Monnier, Torino, Edizioni L'impronta, 1939.
- Marc-Monnier e l'Italia, Torino, Paravia, 1941.
- La Pléiade francaise: choix de textes, Milano, Malfasi, 1948.
- Orientamenti sull'arte di Ramuz, Milano, Malfasi, 1948.
- Inventaire de la Bibliothèque de Pontus de Tyard, Genève, Droz, Lille, Giard, 1950.
- Pontus de Tyard (1521-1605), preface de V. L. Saulnier, Pavia, Milano, Editrice Viscontea, [1953].
- Appunti sulla vita francese del Settecento, Milano, La Goliardica, 1954.
- Claude de Kerquefinen italianisant et héretique, Geneve, Droz, 1954.
- Antonio Fogazzaro e il suo traduttore francese Giorgio Herelle (con 80 lettere inedite), Firenze, Valmartina, 1954.
- Appunti di letteratura medioevale, raccolti a cura di Rosa Colucci, Milano, La Goliardica, 1955.
- Un poeta minore dell'età di Enrico IV. Claude Enoc Virey, Milano, La Goliardica, 1957.
- Les Harmonies de la nature di Bernardin de Saint Pierre. Studi di filologia e di critica testuale, voll. 1-2, Milano-Varese, Istituto Editoriale Cisalpino, 1958.
- Francois Lullier libertino, voll. 1-2, Milano-Varese, Istituto Editoriale Cisalpino, 1958-1960.
- Il teatro di Pirandello in Francia dal 1947 al 1960. Conversazione tenuta nella riunione del 22 gennaio 1962 al Rotary Club di Roma est, Roma, [s.n.], 1962.
- Notes et documents sur l'actualite francaise (1965-1966), Roma, La goliardica, 1966.
- Notes et documents sur l'actualite francaise (1966-1967), Milano, La Goliardica, 1967.
- Notes et documents sur l'actualite francaise (1967-1968), Milano, La Goliardica, 1968.
- Silvio F. Baridon e Raymond Philoctete, Poesie vivante d'Haiti, avec une Introduction a la poesie haitienne contemporaine de Silvio F. Baridon, Paris, Les lettres nouvelles-Maurice Nadeau, 1978, ISBN 2862310646.

## Onorificenze

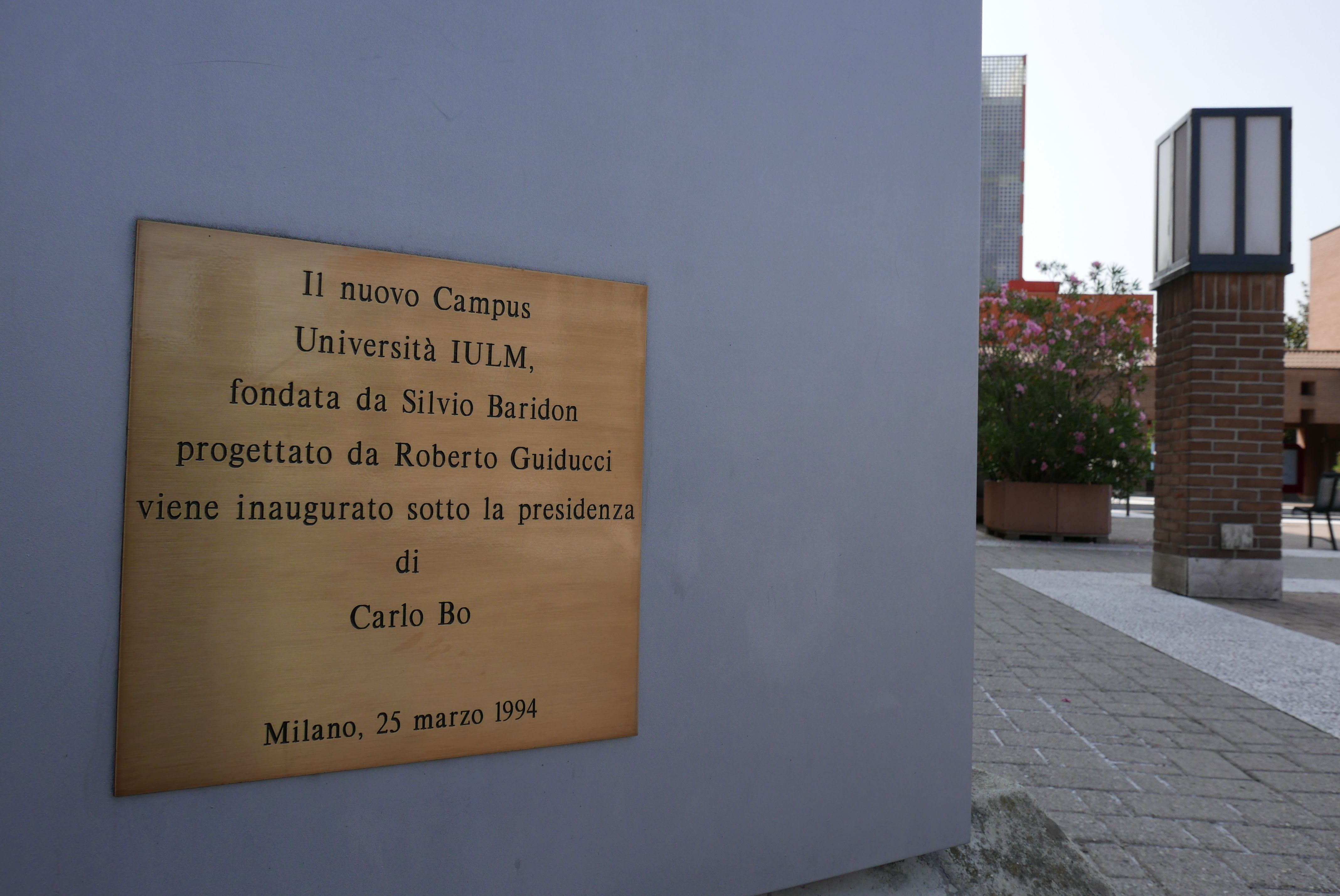
Targa commemorativa alla IULM

### Onorificenze italiane
- Biscione d'Oro (EPT di Milano, 1971)